# یواس‌اس هاروسان (دی‌یی-۳۱۶)
یواس‌اس هاروسان (دی‌یی-۳۱۶) (به انگلیسی: USS Harveson (DE-316)) یک کشتی بود که طول آن ۳۰۶ فوت (۹۳ متر) بود. این کشتی در سال ۱۹۴۳ ساخته شد.